# 植木颯
植木 颯（ うえき はやて、2003年10月11日）は、神奈川県出身のサッカー選手。J1リーグ・浦和レッズ所属予定。
| サブスタブ | この項目は、まだ閲覧者の調べものの参照としては役立たない、書きかけの項目です。この項目を加筆・訂正などしてくださる協力者を求めています。このテンプレートは分野別のサブスタブテンプレートやスタブテンプレート（Wikipedia:分野別のスタブテンプレート参照）に変更することが望まれています。 |